# Tom Schilling
Pour les articles homonymes, voir Schilling.
Tom Schilling [toːm ˈʃɪlɪŋ], né le 10 février 1982, est un acteur allemand.

## Biographie
Tom Schilling a grandi à Berlin-Mitte alors en Allemagne de l'Est.
Il est découvert à l'âge de 12 ans par le metteur en scène Thomas Heise qui le lance dans la pièce Im Schlagschatten des Mondes au théâtre Berliner Ensemble où il reste les quatre années suivantes. Ce travail lui a permis de quitter ses parents à 18 ans et de continuer ses études. Il obtient ensuite le certificat Abitur.

### Vie privée
Il fut en couple avec Julia Todtmann, avec laquelle il a un fils, Oskar, né en 2006.
Il est désormais en couple avec Annie Mosebach, avec qui il a deux autres enfants : un fils, Franz né en 2014 et une fille née en 2017.

## Carrière
Schilling fait ses débuts d'acteur en 1996, quand, à 14 ans, il apparait dans la série télévisée Hallo, Onkel Doc!. Il a ensuite été recruté au cinéma pour jouer dans Schlaraffenland en 1999 aux côtés de Franka Potente, Daniel Brühl et Heiner Lauterbach. Mais c'est par le film Crazy en 2000 qu'il se fait connaitre en recevant le prix du jeune talent d'acteur de la Bayerischer Filmpreis.
En 2004, il joue un étudiant jeune et fragile dans une école d'élite nazie dans Before the Fall aux côtés de Max Riemelt.
En 2006, il reçoit une bourse d'études au Lee Strasberg Theatre and Film Institute de New York où il étudie pendant un an et demi.
Il a ensuite interprété le rôle du jeune Adolf Hitler en 2009 dans Mein Kampf d'Urs Odermatt avec Götz George.

## Filmographie

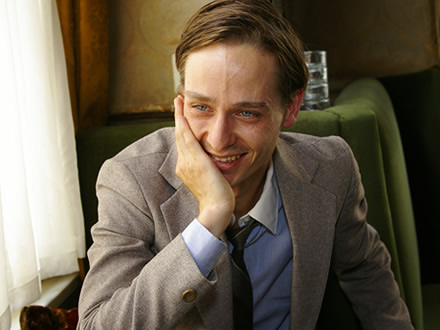
Schilling à Vienne en 2008.

### Cinéma

#### Longs métrages
- 1999 : Schlaraffenland de Friedemann Fromm : Dannie
- 2000 : Der Himmel kann warten de Brigitte Müller : Jo
- 2000 : Crazy de Hans-Christian Schmid : Janosch Schwarze
- 2001 : Herz im Kopf (de) de Michael Gutmann : Jakob Schneider
- 2003 : Verschwende deine Jugend (de) de Benjamin Quabeck : Harry
- 2004 : Kurz – Der Film (de)
- 2004 : Egoshooter de Christian Becker et Oliver Schwabe : Jakob
- 2004 : Napola – Elite für den Führer de Dennis Gansel : Albrecht Stein
- 2004 : Une famille allemande (Agnes und seine Brüder) d’Oskar Roehler : Ralf Tschirner
- 2006 : Les Particules élémentaires (Elementarteilchen) de Oskar Roehler : Michel jeune
- 2006 : Der Feind im Inneren (Joy Division (en)) de Reg Traviss : Thomas jeune
- 2006 : Schwarze Schafe (de) de Oliver Rihs : Julian
- 2007 : Pourquoi les hommes n'écoutent jamais rien et pourquoi les femmes ne savent pas lire les cartes routières (Warum Männer nicht zuhören und Frauen schlecht einparken) de Leander Haußmann : Krischl
- 2007 : Pornorama de Marc Rothemund : Bennie
- 2007 : Neben der Spur de Detlef Bothe : Marcel Rosemann
- 2008 : Robert Zimmermann wundert sich über die Liebe de Leander Haußmann : Robert Zimmermann
- 2008 : La Bande à Baader (Der Baader Meinhof Komplex) d’Uli Edel : Josef Bachmann
- 2009 : Mein Kampf (de) d’Urs Odermatt : Adolf Hitler
- 2010 : Das Leben ist zu lang de Dani Levy : Karolines Begleiter
- 2012 : Ludwig II. de Marie Noëlle et Peter Sehr : Prince Otto
- 2012 : Oh Boy de Jan-Ole Gerster : Niko Fischer
- 2013 : Hai-Alarm am Müggelsee (de) de Leander Haußmann et Sven Regener : Müller
- 2014 : Who Am I: Kein System ist sicher de Baran bo Odar : Benjamin
- 2014 : Suite française de Saul Dibb : Lieutenant Kurt Bonnet
- 2014 : Posthumous (en) de Lulu Wang : Ben
- 2015 : La Femme au tableau (Woman in Gold) de Simon Curtis : Heinrich
- 2015 : À mort les hippies!! Vive le punk! (Tod den Hippies!! Es lebe der Punk!) d’Oskar Roehler : Robert Rother
- 2018 : L'Œuvre sans auteur (Werk ohne Autor) de Florian Henckel von Donnersmarck : Kurt Barnert
- 2019 : Die Goldfische
- 2019 : Lara Jenkins (Lara) de Jan-Ole Gerster : Viktor Jenkins
- 2021 : Fabian (Fabian oder Der Gang vor die Hunde) de Dominik Graf

#### Courts métrages
- 2002 : Weichei de Bernd Lange
- 2002 : Mehmet de Philipp Fleischmann
- 2002 : Latchkey Kids de Friederike Jehn : Torben
- 2004 : Fetish de Richard Lehun
- 2006 : Wigald de Timon Modersohn : Wigald

### Télévision

#### Séries télévisées
- 1996 : Hallo, Onkel Doc! : Mark
- 1996 : Für alle Fälle Stefanie : Patrick
- 1999 - 2011 : Tatort : Alexander / Laurent / Patrick / Tom / Philip / Tucky
- 2007 : Berlin, brigade criminelle (KDD – Kriminaldauerdienst) : Androsch
- 2009 : Bloch : Paul Seifert
- 2010 : SOKO Köln : Class Sandmann
- 2011 : Polizeiruf 110 : Felix Diest
- 2013 : Generation War : Friedhelm Winter
- 2013 : Das Aldon. Eine Familiensaga : Louis Adlon Jr
- 2016 : NSU: German History X : Bronner
- 2017 : The Same Sky : Lars Weber
- 2024 : Les Meurtres zen : Björn Diemel

#### Téléfilms
- 1998 : Der Kinderhasser de Maria Theresia Wagner : Viktor
- 2002 : Weil ich gut bin! de Miguel Alexandre : Mücke
- 2005 : Die letzte Schlacht (de) de Hans-Christoph Blumenberg : Horst Bandmann
- 2007 : Einfache Leute de Thorsten Näter : Sebastian Bode
- 2008 : Mordgeständnis de Thorsten Näter : Tobias Göpfert
- 2010 : Eisfieber de Peter Keglevic : Kit Oxenford
- 2013 : Woyzeck (de) de Nuran David Calis : Woyzeck
- 2016 : Auf kurze Distanz (de) de Philipp Kadelbach : Klaus Roth
- 2019 : Brecht d'Heinrich Breloer : Bertolt Brecht